# Tertiair koolstofatoom
Een tertiair koolstofatoom is een koolstofatoom in een organische verbinding waaraan drie andere koolstofatomen gebonden zijn.
Ook functionele groepen die rechtstreeks aan een tertiair koolstofatoom gebonden zijn worden met tertiair aangeduid: men spreekt bijvoorbeeld over tertiaire alcoholen, amines,...
|                                        | Primair koolstofatoom | Secundair koolstofatoom | tertiair koolstofatoom | Quaternair koolstofatoom |
| Algemene structuur (R = Organel groep) | frameless=1.0         | frameless=1.0           | frameless=1.0          | frameless=1.0            |
| Partial Structuurformule               | frameless=1.0         | frameless=1.0           | frameless=1.0          | frameless=1.0            |

## Reactiviteit
De omringing van een koolstofatoom heeft een grote invloed op de reactiviteit van die koolstof en de functionele groepen die eraan gebonden zijn. Enkele voorbeelden :
- Tertiaire koolstofatomen reageren als substraat in een nucleofiele substitutie volgens een SN1-mechanisme, niet via SN2-reactie.
- Tertiaire alcoholen kunnen niet geoxideerd worden tot carbonylverbindingen, in tegenstelling tot primaire en secundaire alcoholen.
- Tertiaire carbeniumionen zijn veel stabieler dan primaire en secundaire carbeniumionen. Dit wordt veroorzaakt door het effect van hyperconjugatie.